# Eliminacje do Mistrzostw Europy w Piłce Nożnej 2012/Grupa B
W grupie B biorą udział następujące zespoły:
- Rosja
- Słowacja
- Irlandia
- Macedonia Północna
- Armenia*
- Andora

Uwagi:
- Armenia pierwotnie została wylosowana do grupy A. Jednak ze względu,
że wcześniej do tej grupy została wylosowana drużyna Azerbejdżanu,
Armenia została przeniesiona do grupy B, a jej miejsce w grupie A zajął
Kazachstan

## Tabela
| Zespół             | Pkt | M  | W | R | P  | Br+ | Br− | +/− |
| ------------------ | --- | -- | - | - | -- | --- | --- | --- |
| Rosja              | 23  | 10 | 7 | 2 | 1  | 17  | 4   | +13 |
| Irlandia           | 21  | 10 | 6 | 3 | 1  | 15  | 7   | +8  |
| Armenia            | 17  | 10 | 5 | 2 | 3  | 22  | 10  | +12 |
| Słowacja           | 15  | 10 | 4 | 3 | 3  | 7   | 10  | −3  |
| Macedonia Północna | 8   | 10 | 2 | 2 | 6  | 8   | 14  | −6  |
| Andora             | 0   | 10 | 0 | 0 | 10 | 1   | 25  | −24 |

|                    | Andora | Armenia | Macedonia Północna | Irlandia | Rosja | Słowacja |
| ------------------ | ------ | ------- | ------------------ | -------- | ----- | -------- |
| Andora             | X      | 0:3     | 0:2                | 0:2      | 0:2   | 0:1      |
| Armenia            | 4:0    | X       | 4:1                | 0:1      | 0:0   | 3:1      |
| Macedonia Północna | 1:0    | 2:2     | X                  | 0:2      | 0:1   | 1:1      |
| Irlandia           | 3:1    | 2:1     | 2:1                | X        | 2:3   | 0:0      |
| Rosja              | 6:0    | 3:1     | 1:0                | 0:0      | X     | 0:1      |
| Słowacja           | 1:0    | 0:4     | 1:0                | 1:1      | 0:1   | X        |

## Wyniki
| 3 września 2010 17:00 | Armenia | 0:1(0:0)Raport | Irlandia · 76' Fahey | Stadion Hanrapetakan, Erywań Widzów: 8600 Sędzia: Zsolt Szabó |
|                       |         |                |                      |                                                               |

| 3 września 2010 18:30 | Andora | 0:2(0:1)Raport | Rosja · 14', 64' (k) Pogriebniak | Estadi Comunal d’Aixovall, Andora Widzów: 1100 Sędzia: Marco Borg |
|                       |        |                |                                  |                                                                   |

| 3 września 2010 20:30 | Słowacja · Hološko 90+1' | 1:0(0:0)Raport | Macedonia Północna | Štadión Pasienky, Bratysława Widzów: 5980 Sędzia: Claudio Circhetta |
|                       |                          |                |                    |                                                                     |

| 7 września 2010 17:00 | Rosja | 0:1(0:1)Raport | Słowacja · 27' Stoch | Stadion Lokomotiwu, Moskwa Widzów: 27 052 Sędzia: Frank De Bleeckere |
|                       |       |                |                      |                                                                      |

| 7 września 2010 20:00 | Macedonia Północna · Ǵurowski 42' · Naumoski 90+6' | 2:2(1:1)Raport | Armenia · 41' Mowsisjan · 90+2' Manuczarjan | Arena Narodowa im. Filipa II Macedońskiego, Skopje Widzów: 9000 Sędzia: Espen Berntsen |
|                       |                                                    |                |                                             |                                                                                        |

| 7 września 2010 20:45 | Irlandia · Kilbane 14' · Doyle 41' · Keane 54' | 3:1(2:1)Raport | Andora · 45' Martínez | Aviva Stadium, Dublin Widzów: 40 283 Sędzia: Leontios Trattou |
|                       |                                                |                |                       |                                                               |

| 8 października 2010 17:00 | Armenia · Mowsisjan 23' · Ghazarjan 50' · Mchitarjan 89' | 3:1(2:1)Raport | Słowacja · 37' Weiss | Stadion Hanrapetakan, Erywań Widzów: 9000 Sędzia: Daniel Orsato |
|                           |                                                          |                |                      |                                                                 |

| 8 października 2010 19:00 | Andora | 0:2(0:1)Raport | Macedonia Północna · 42' Naumoski · 60' Szykow | Estadi Comunal d’Aixovall, Andora Widzów: 550 Sędzia: Gediminas Mazeika |
|                           |        |                |                                                |                                                                         |

| 8 października 2010 20:45 | Irlandia · Keane 72' (k) · Long 78' | 2:3(0:2)Raport | Rosja · 11' Kierżakow · 29' Dzagojew · 50' Szyrokow | Aviva Stadium, Dublin Widzów: 50 411 Sędzia: Kevin Bloom |
|                           |                                     |                |                                                     |                                                          |

| 12 października 2010 17:00 | Armenia · Ghazarjan 4' · Mchitarjan 16' · Mowsisjan 33' · Pizzelli 52' | 4:0(3:0)Raport | Andora | Stadion Hanrapetakan, Erywań Widzów: 12 000 Sędzia: Tomasz Mikulski |
|                            |                                                                        |                |        |                                                                     |

| 12 października 2010 20:30 | Macedonia Północna | 0:1(0:1)Raport | Rosja · 8' Kierżakow | Arena Narodowa im. Filipa II Macedońskiego, Skopje Widzów: 10 500 Sędzia: Stefan Johannesson |
|                            |                    |                |                      |                                                                                              |

| 12 października 2010 20:30 | Słowacja · Ďurica 36' | 1:1(1:1)Raport | Irlandia · 16' St Ledger | Štadión pod Dubňom, Żylina Widzów: 10 892 Sędzia: Alberto Undiano Mallenco |
|                            |                       |                |                          |                                                                            |

| 26 marca 2011 19:00 | Armenia | 0:0(0:0)Raport | Rosja | Stadion Hanrapetakan, Erywań Widzów: 14 400 Sędzia: Craig Thomson |
|                     |         |                |       |                                                                   |

| 26 marca 2011 19:45 | Irlandia · McGeady 2' · Keane 21' | 2:1(2:1)Raport | Macedonia Północna · 45' Tričkovski | Aviva Stadium, Dublin Widzów: 33 200 Sędzia: István Vad |
|                     |                                   |                |                                     |                                                         |

| 26 marca 2011 20:00 | Andora | 0:1(0:1)Raport | Słowacja · 21' Šebo | Estadi Comunal d’Aixovall, Andora Widzów: 850 Sędzia: Menashe Masiah |
|                     |        |                |                     |                                                                      |

| 4 czerwca 2011 17:00 | Rosja · Pawluczenko 26', 59', 73' (k) | 3:1(1:1)Raport | Armenia · 25' Pizzelli | Stadion Pietrowski, Petersburg Widzów: 18 000 Sędzia: Stéphane Lannoy |
|                      |                                       |                |                        |                                                                       |

| 4 czerwca 2011 20:15 | Słowacja · Karhan 63' | 1:0(0:0)Raport | Andora | Štadión Pasienky, Bratysława Widzów: 4300 Sędzia: Lorenc Jemini |
|                      |                       |                |        |                                                                 |

| 4 czerwca 2011 21:30 | Macedonia Północna | 0:2(0:2)Raport | Irlandia · 7', 37' Keane | Arena Narodowa im. Filipa II Macedońskiego, Skopje Widzów: 29 500 Sędzia: Florian Meyer |
|                      |                    |                |                          |                                                                                         |

| 2 września 2011 20:45 | Irlandia | 0:0(0:0)Raport | Słowacja | Aviva Stadium, Dublin Widzów: 31 028 Sędzia: Pedro Proença |
|                       |          |                |          |                                                            |

| 2 września 2011 18:00 | Andora | 0:3(0:1)Raport | Armenia · 34' Pizzelli · 75' Ghazarjan · 90+2' (k) Mchitarjan | Estadi Comunal d’Aixovall, Andora Widzów: 750 Sędzia: Aleksander Kostadinow |
|                       |        |                |                                                               |                                                                             |

| 2 września 2011 20:00 | Rosja · Siemszow 41' | 1:0(1:0)Raport | Macedonia Północna | Łużniki, Moskwa Widzów: 35 480 Sędzia: Bülent Yıldırım |
|                       |                      |                |                    |                                                        |

| 6 września 2011 17:00 | Rosja | 0:0(0:0)Raport | Irlandia | Stadion Łużniki, Moskwa Widzów: 49 515 Sędzia: Felix Brych |
|                       |       |                |          |                                                            |

| 6 września 2011 20:00 | Macedonia Północna · Iwanowski 59' | 1:0(0:0)Raport | Andora | Arena Narodowa im. Filipa II Macedońskiego, Skopje Widzów: 5000 Sędzia: Mark Steven Whitby |
|                       |                                    |                |        |                                                                                            |

| 6 września 2011 20:15 | Słowacja | 0:4(0:0)Raport | Armenia · 57' Mowsisjan · 70' Mchitarjan · 80' Ghazarjan · 90+1' Sarkisow | Štadión pod Dubňom, Żylina Widzów: 7238 Sędzia: Marcin Borski |
|                       |          |                |                                                                           |                                                               |

| 7 października 2011 17:00 | Armenia · Pizzelli 28' · Mchitarjan 34' · Ghazarjan 69' · Sarkisow 90+2' | 4:1(2:0)Raport | Macedonia Północna · 86' Szykow | Stadion Hanrapetakan, Erywań Widzów: 14 403 Sędzia: Robert Schörgenhofer |
|                           |                                                                          |                |                                 |                                                                          |

| 7 października 2011 21:30 | Andora | 0:2(0:2)Raport | Irlandia · 8' Doyle · 20' McGeady | Estadi Comunal d’Aixovall, Andora Widzów: 800 Sędzia: Libor Kovařik |
|                           |        |                |                                   |                                                                     |

| 7 października 2011 20:15 | Słowacja | 0:1(0:0)Raport | Rosja · 71' Dzagojew | Štadión pod Dubňom, Żylina Widzów: 10 087 Sędzia: Jonas Eriksson |
|                           |          |                |                      |                                                                  |

| 11 października 2011 19:45 | Irlandia · Aleksanjan 43' (sam.) · Dunne 60' | 2:1(1:0)Raport | Armenia · 62' Mchitarjan | Aviva Stadium, Dublin Widzów: 45 200 Sędzia: Eduardo Iturralde González |
|                            |                                              |                |                          |                                                                         |

| 11 października 2011 19:45 | Rosja · Dzagojew 5', 44' · Ignaszewicz 26' · Pawluczenko 30' · Głuszakow 59' · Bilaletdinow 78' | 6:0(4:0)Raport | Andora | Stadion Łużniki, Moskwa Widzów: 38 790 Sędzia: Eli Hacmon |
|                            |                                                                                                 |                |        |                                                           |

| 11 października 2011 19:45 | Macedonia Północna · Noweski 80' | 1:1(0:0)Raport | Słowacja · 54' Piroska | Arena Narodowa im. Filipa II Macedońskiego, Skopje Widzów: 4100 Sędzia: Tony Chapron |
|                            |                                  |                |                        |                                                                                      |